# Madison Chock
Madison La'akea Te-Lan Hall Chock (Redondo Beach, 2 de julio de 1992) es una deportista estadounidense que compite en patinaje artístico, en la modalidad de danza sobre hielo.
Participó en tres Juegos Olímpicos de Invierno, entre los años 2014 y 2022, obteniendo una medalla de oro en Pekín 2022, en la prueba por equipo, y el octavo lugar en Sochi 2014, en danza sobre hielo.
Ganó seis medallas en el Campeonato Mundial de Patinaje Artístico sobre Hielo entre los años 2015 y 2025, y ocho medallas en el Campeonato de los Cuatro Continentes de Patinaje Artístico sobre Hielo entre los años 2013 y 2025.

## Palmarés internacional
| Juegos Olímpicos                     | Juegos Olímpicos                  | Juegos Olímpicos  | Juegos Olímpicos  |
| Año                                  | Lugar                             | Medalla           | Prueba            |
| ------------------------------------ | --------------------------------- | ----------------- | ----------------- |
| 2022                                 | Pekín (China)                     | Medalla de oro    | Equipo            |
| Campeonato Mundial                   |                                   |                   |                   |
| Año                                  | Lugar                             | Medalla           | Categoría         |
| 2015                                 | Shanghái (China)                  | Medalla de plata  | Danza sobre hielo |
| 2016                                 | Boston (Estados Unidos)           | Medalla de bronce | Danza sobre hielo |
| 2022                                 | Montpellier (Francia)             | Medalla de bronce | Danza sobre hielo |
| 2023                                 | Saitama (Japón)                   | Medalla de oro    | Danza sobre hielo |
| 2024                                 | Montreal (Canadá)                 | Medalla de oro    | Danza sobre hielo |
| 2025                                 | Boston (Estados Unidos)           | Medalla de oro    | Danza sobre hielo |
| Campeonato de los Cuatro Continentes |                                   |                   |                   |
| Año                                  | Lugar                             | Medalla           | Categoría         |
| 2013                                 | Osaka (Japón)                     | Medalla de bronce | Danza sobre hielo |
| 2015                                 | Seúl (Corea del Sur)              | Medalla de plata  | Danza sobre hielo |
| 2016                                 | Taipéi (Taiwán)                   | Medalla de plata  | Danza sobre hielo |
| 2017                                 | Gangneung (Corea del Sur)         | Medalla de bronce | Danza sobre hielo |
| 2019                                 | Anaheim (Estados Unidos)          | Medalla de oro    | Danza sobre hielo |
| 2020                                 | Seúl (Corea del Sur)              | Medalla de oro    | Danza sobre hielo |
| 2023                                 | Colorado Springs (Estados Unidos) | Medalla de oro    | Danza sobre hielo |
| 2025                                 | Seúl (Corea del Sur)              | Medalla de plata  | Danza sobre hielo |